# ワイルドシングス2
『 ワイルドシングス2 』（Wild Things 2）は、2003年に制作されて2004年にDVDで発売された劇場未公開のオリジナルビデオ。『ワイルドシングス』シリーズの2作目である。
前作と同じくフロリダ州のブルーベイが舞台だが、キャストを一新しており、関連性はない。ただし、ストーリーの展開が二転三転したり主人公と複数の相手による乱交シーンが登場するといった骨格は、前作を踏襲している。

## ストーリー
高校生のブリトニーは幼少時に母が富豪のナイルズと再婚したため、裕福な生活を送っていた。やがて、義父のナイルズが急死したために莫大な遺産を受け継ぐことになるが、同級生のマヤは自分がナイルズの隠し子であることを主張する。一方、これらの件に疑問を持った保険調査員のブリッジはナイルズが保険金殺人に遭ったと断定し、ブリトニーに口止め料を要求する。
要求を拒もうとするブリトニーに対し、マヤは要求に応じようとするが、この2人の確執から事件は意外な方向へと展開していく。

## キャスト
※括弧内は日本語吹替
- ブリトニー・ハーバー - スーザン・ウォード（川本絢子）
- マヤ・キング - レイラ・アルシーリ（弓場沙織）
- テレンス・ブリッジ - イザイア・ワシントン（落合弘治）
- ジュリアン - ジョー・マイケル・バーク（竹若拓磨）
- ナイルズ・ダンラップ - トニー・デニソン（中村秀利）
- その他の日本語吹き替え：古澤徹、園崎未恵、宮寺智子、風間勇刀、浦田優、永田博丈、石波義人、西凛太朗、高木靖浩、藤貴子、林智恵、多田野曜平、柚木麻友子、小林麻由子